# Río Niágara

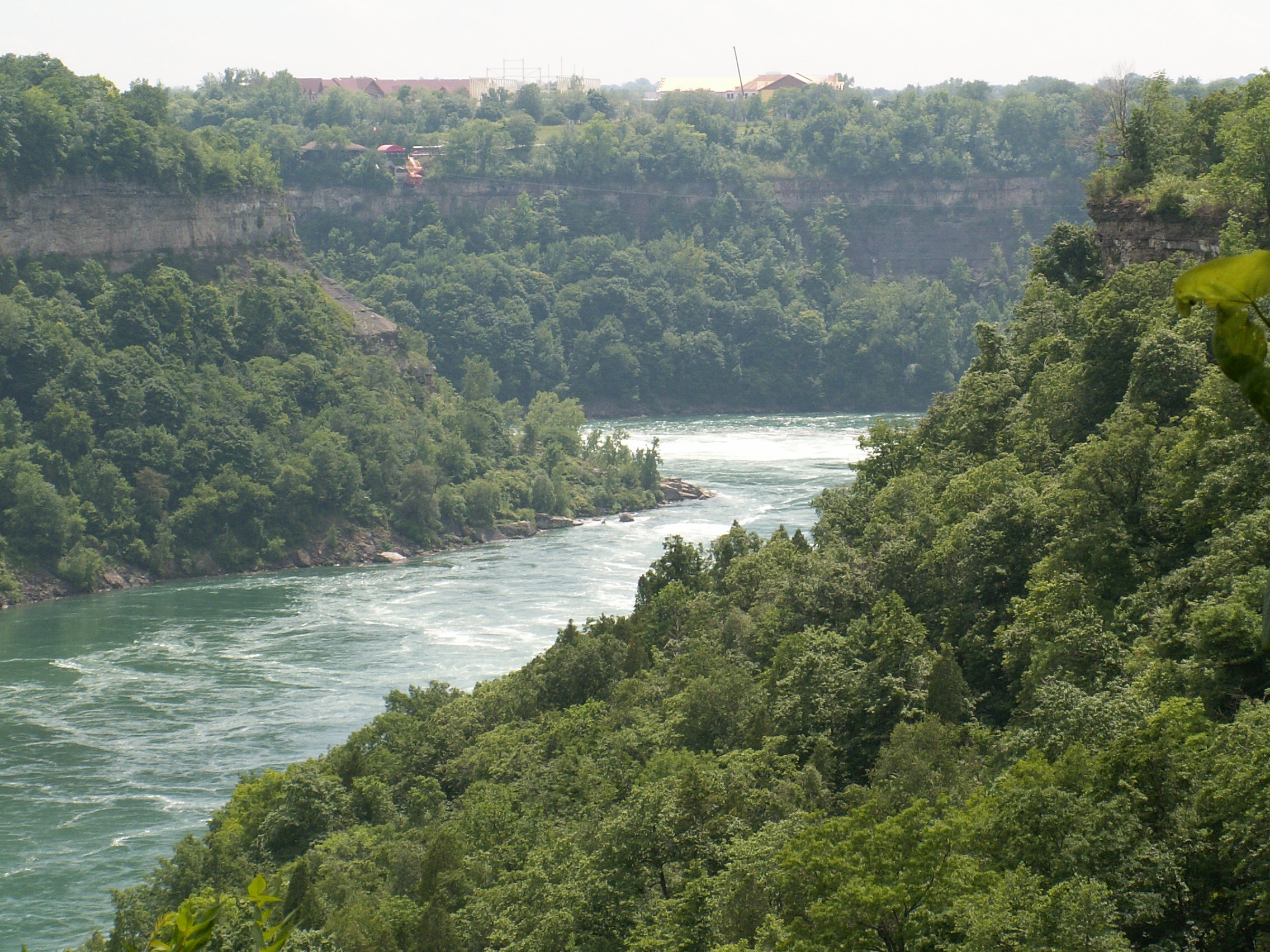
Vista del río

El río Niágara es un curso de agua ubicado en América del Norte y que sirve como limítrofe para los países de Canadá y Estados Unidos. Discurre en dirección norte, comunicando el lago Erie con el lago Ontario. Sirve de frontera internacional entre la provincia de Ontario, en Canadá, y el estado de Nueva York, en los Estados Unidos.
Tiene una longitud de 56 km e incluye las famosas cataratas del Niágara. Da nombre al condado de Niágara. Se cree que las cataratas se han desplazado once kilómetros desde su ubicación original en los últimos 12 000 años.

## Origen del nombre
Según el erudito en la cultura iroquesa Bruce Trigger, Niágara se deriva del nombre dado a un pueblo nativo que habitaba la zona, conocidos como los niagagarega según varios mapas franceses de la región datados a finales del siglo XVII.

## Sistema fluvial
El río forma parte del sistema fluvial del río San Lorenzo, el colector  de los Grandes Lagos (que estaría formado por la siguiente sucesión de  ríos y lagos: río North –  río Saint Louis  – lago Superior  – río St. Marys  – lago Hurón – río Sainte-Claire  – lago Sainte-Claire  – río Detroit  – lago Erie – río Niagara  – lago Ontario- río San Lorenzo  – estuario de San Lorenzo). Forma parte también de la vía navegable de los Grandes Lagos.

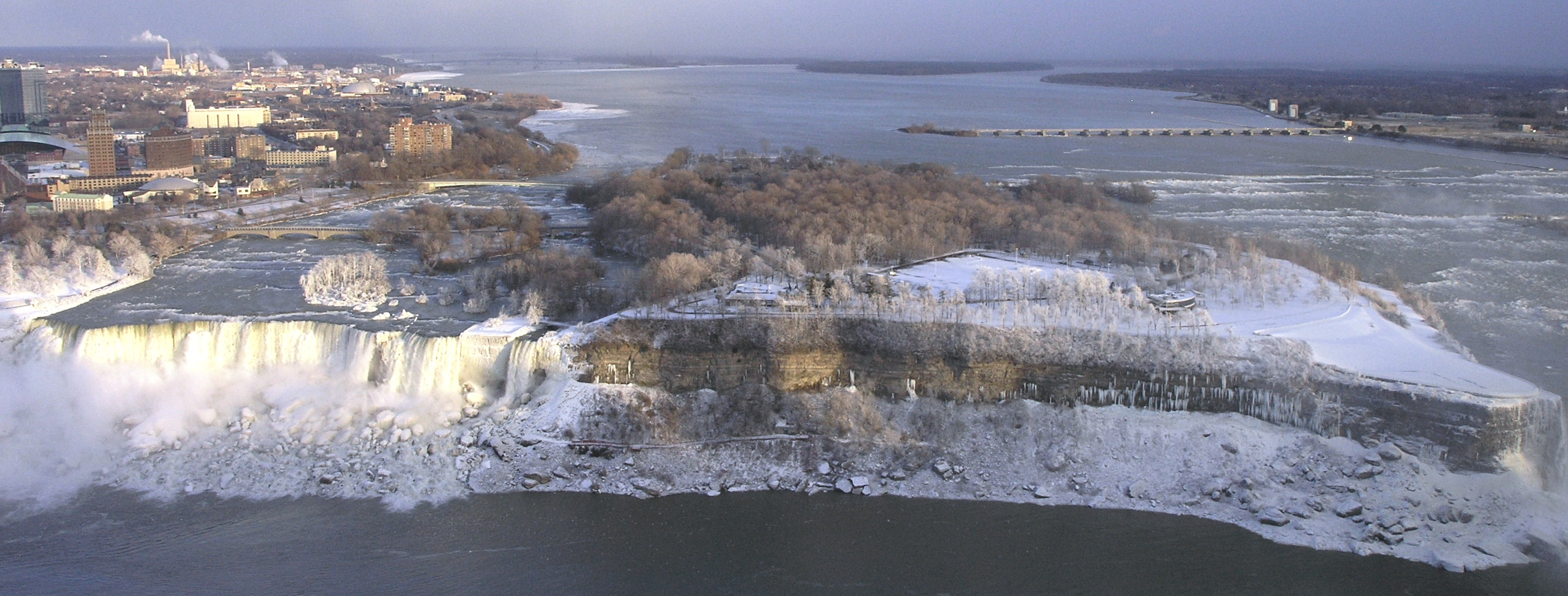
Las cataratas Americanas con la isla Goat a la derecha